# Pinheyschna yemenensis
Pinheyschna yemenensis é uma espécie de libelinha da família Aeshnidae.
É endémica de Iémen.
Os seus habitats naturais são: rios.
Está ameaçada por perda de habitat.